# Melocotón en almíbar
Melocotón en almíbar es una obra de teatro de Miguel Mihura, estrenada el 20 de noviembre de 1958 en el Teatro Infanta Isabel de Madrid. 
Se representó también en el Teatro Príncipe de Madrid coincidiendo con el centenario del nacimiento del autor en abril del 2005.

## Argumento
Cinco atracadores, tras haber desvalijado una joyería en Burgos, se refugian en un piso alquilado en la ciudad de Madrid en espera de dar el último golpe en una joyería de la calle de Ferraz, dando muestras equivocadas de que son una banda de aficionados con su discurso y sus torpezas. 
Cosme, uno de ellos, presenta síntomas de lo que en principio parece un resfriado y termina mostrándose como una pulmonía doble, por lo que todo el plan se tambalea y deciden esconder las peculiares joyas en una maceta para avisar a la dueña de la vivienda, Doña Pilar, y que ella avise a una enfermera que se haga cargo de los cuidados de Cosme. 
En el sanatorio, ante la falta de enfermeras, envían a una monja, Sor María, para que atienda al enfermo. Sor María comienza a hacer preguntas de difícil respuesta para los atracadores motivadas por las deducciones tan inteligentes que hace acerca de todo lo que hay en el piso y su porqué. Ante la perspectiva de ser descubiertos, terminan abandonando el lugar a toda prisa, y su botín, en medio de la confusión, cae en manos de Sor María.

## Personajes
- Sor María
- Suárez "El Duque"
- Carlos
- Federico
- Cosme "El Nene"
- Doña Pilar
- Nuria

## Información personajes
- Nuria: es una joven de unos 25 años, Nuria es una chica muy histérica que está casada con Federico.
- Sor María: es la monja que viene a cuidar a "Nene".
- Federico
- "Duque"
- Pilar
- Carlos
- Cosme "Nene"

## Representaciones destacadas
- Teatro (Estreno, 1958). Intérpretes: Isabel Garcés, José Orjas, Luisa Rodrigo, Julia Gutiérrez Caba, Emilio Gutiérrez.
- Cine (1960). Dirección: Antonio del Amo. Intérpretes: Marga López, José Guardiola, María Mahor, Carlos Larrañaga, Barta Barry, Matilde Muñoz Sampedro.
- Teatro (1961). Intérpretes: María Fernanda D'Ocón, Mari Carmen Prendes, José María Mompín.
- Teatro (1981). Intérpretes: Gracita Morales, Antonio Iranzo, África Pratt, Francisco Piquer, Félix  Navarro, Ana María Morales.
- Televisión (1989, en el espacio de TVE Primera función). Dirección: Pedro Amalio López. Intérpretes: Nuria Carresi, Maite Blasco, Encarna Abad, José María Escuer.
- Teatro (1993). Intérpretes: Marta Puig (sustituida por Julia Trujillo), Aurora Redondo, Avelino Cánovas, Alicia León, Ricardo Arroyo.
- Teatro (2005). Dirección: Mara Recatero. Intérpretes: Ana María Vidal, Elvira Travesi, Luis Perezagua, Julián Navarro, José Carabias.